# Megawati Sukarnoputri

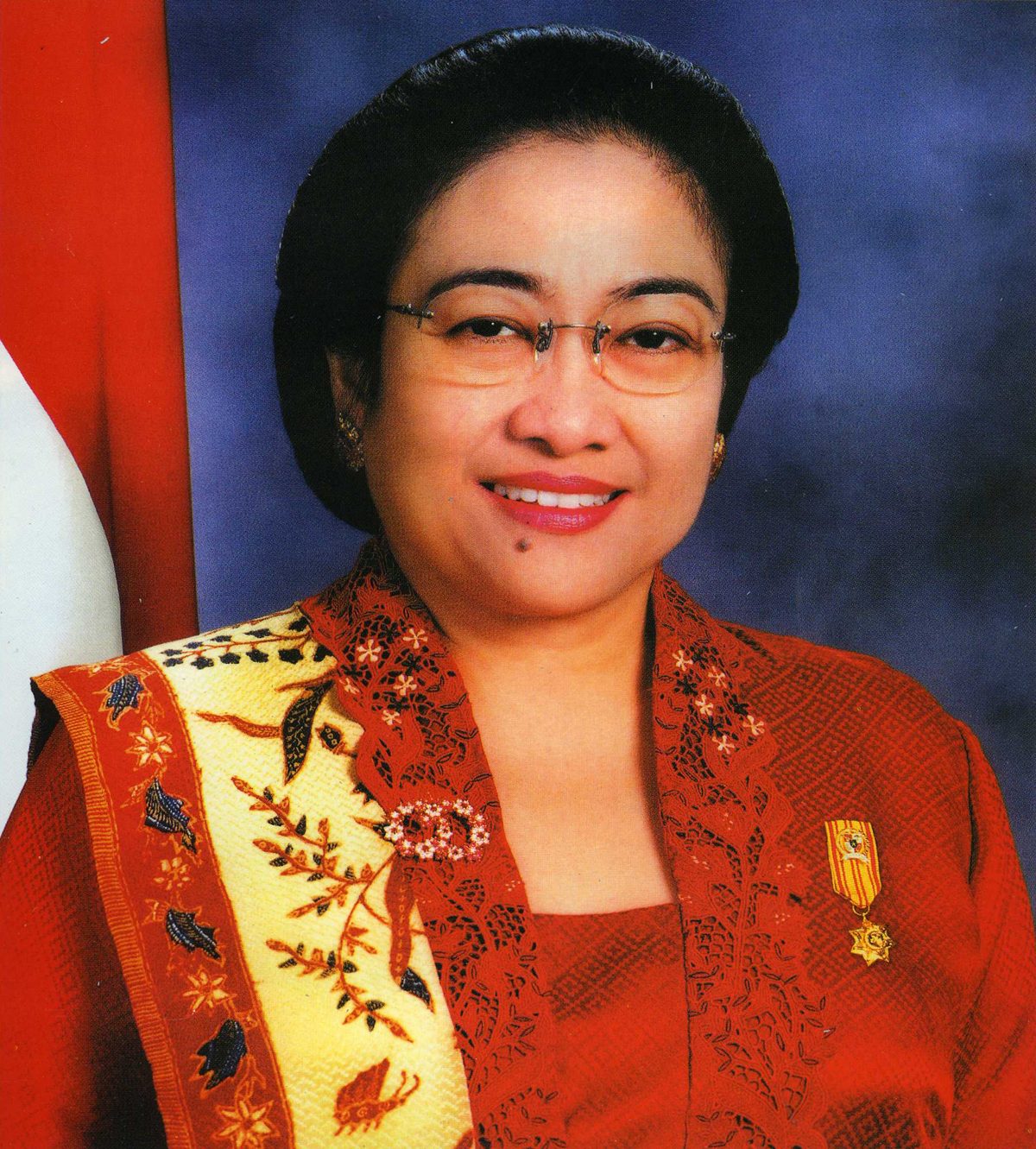
Megawati Sukarnoputri, offizielles Porträt 2001

Megawati Sukarnoputri (Megawati Soekarnoputri in der alten Rechtschreibung) [megaˈwati sukarnoˈputri] (* 23. Januar 1947 in Yogyakarta, Indonesien) ist eine indonesische Politikerin und war von Juli 2001 bis Oktober 2004 Staatspräsidentin ihres Landes. Sie unterlag bei der ersten Direktwahl des Präsidenten im Oktober 2004 im zweiten Wahlgang ihrem Herausforderer und Nachfolger Susilo Bambang Yudhoyono. Sie ist jedoch weiterhin in der Politik aktiv. Derzeit ist Megawati Vorsitzende der 1996 von ihr gegründeten Partei PDI-P.

## Politischer Werdegang
Megawati ist die Tochter des ersten Präsidenten Indonesiens Sukarno und seiner dritten Frau Fatmawati. Megawati studierte Agrarwissenschaften an der Padjadjaran University in Bandung. Sie beendete das Studium 1967 ohne Abschluss, als ihr Vater, der damalige Präsident Sukarno, in politische Schwierigkeiten geriet und schließlich aus dem Amt gedrängt wurde. Sukarno musste sein Amt an General Suharto abgeben und wurde unter Hausarrest gestellt. Der Familie wurde auferlegt, sich nicht politisch zu betätigen. 1970 starb Sukarno und Megawati begann ein Studium der Psychologie an der Universität von Indonesien, das sie nach zwei Jahren abbrach.
Megawati führte 20 Jahre ein Leben als Hausfrau, heiratete drei Mal und bekam drei Kinder. Dennoch wurde sie schon früh als politische Erbin ihres Vaters betrachtet. 1987 trat sie in die PDI (Demokratische Partei Indonesiens) ein, die von der Militärregierung Suhartos geduldet wurde und dem Regime einen demokratischen Anstrich gab. Megawati wurde Abgeordnete und 1993 Vorsitzende der PDI. Sie hatte kaum politische Erfahrung, wurde aber schnell eine beliebte Oppositionspolitikerin. Zugute kamen ihr ihre Herkunft, ihre persönliche Integrität und die Tatsache, dass sie nicht in Korruption verstrickt war. Unter Megawatis Führung gewann die PDI einigen Einfluss und Unterstützung, besonders bei ärmeren und mittleren Schichten.
Erst 1996 wurde der immer noch amtierenden Militärregierung bewusst, dass Megawati eine Gefahr darstellt, und sie wurde aus der PDI gedrängt. Unruhen in der Hauptstadt Jakarta waren die Folge, Megawati konnte nicht an den Parlamentswahlen 1997 teilnehmen. Ihre Popularität wurde durch diese Maßnahmen nur gestärkt. Durch die Asienkrise 1997, die steigende öffentliche Wut über ausartende Korruption und schließlich den Sturz Suhartos 1998 wuchs Megawatis Beliebtheit weiter an. Die von ihr neu gegründete Partei PDI-P („kämpferische demokratische Partei Indonesiens“) erreicht bei den ersten freien Parlamentswahlen 1999 auf Anhieb ein Drittel der Stimmen und war damit stärkste Partei. Die PDI-P ist inzwischen der wichtigste Opponent der dominierenden Golkar, die PDI wurde aufgelöst.

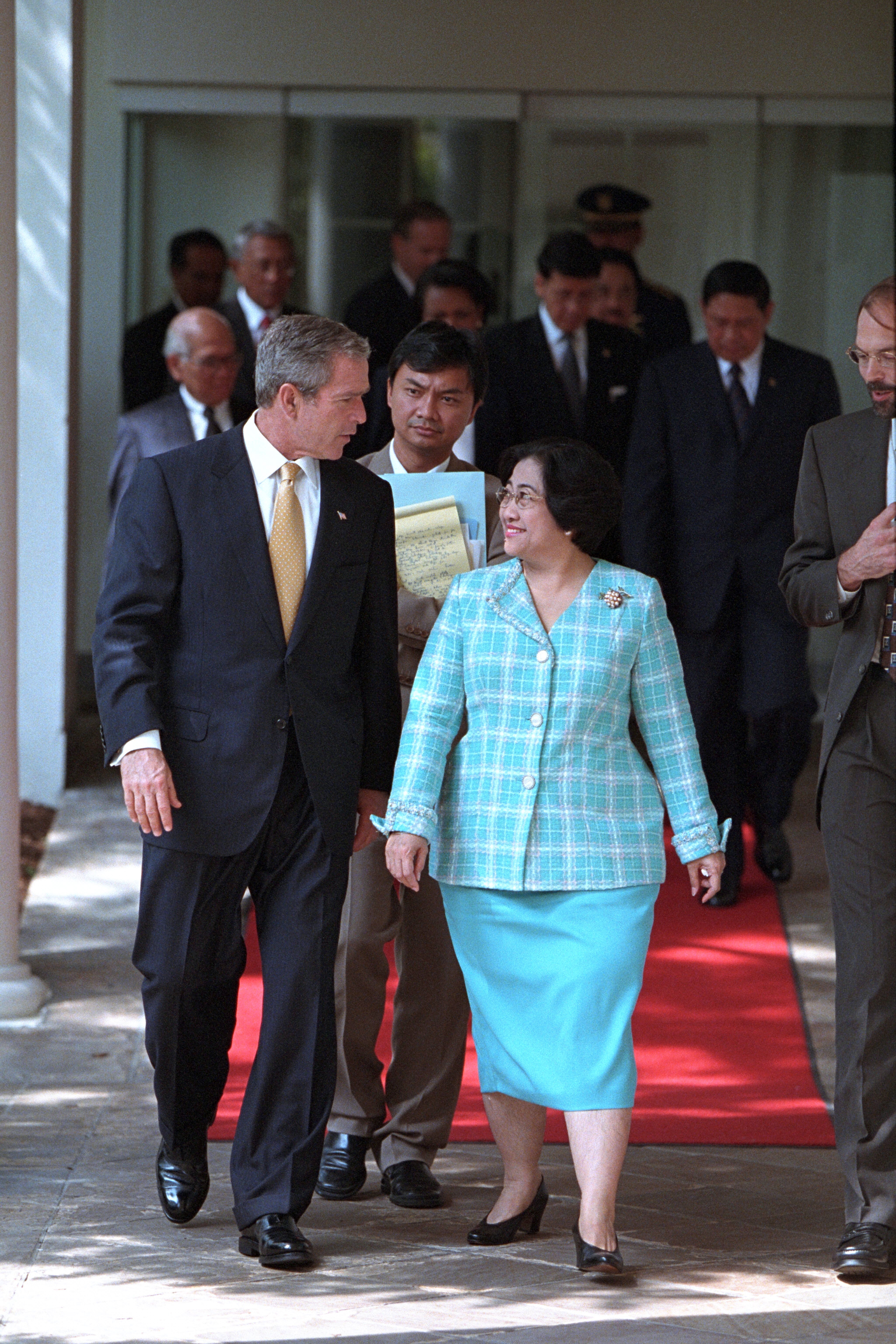
Megawati Sukarnoputri mit George W. Bush, 2001

## Präsidentschaft 2001 bis 2004
Da nach der damaligen neuen Verfassung das Parlament den Präsidenten wählte, war Megawati aussichtsreichste Kandidatin. Als Frau stieß sie allerdings auf Vorbehalte in dem islamischen Land. Zunächst wurde daher ihr Vertrauter Abdurrahman Wahid Präsident und sie Vizepräsidentin. Nach Wahids Absetzung wurde Megawati schließlich am 23. Juli 2001 zur Präsidentin gewählt.
Megawati setzte den Reformkurs von Habibie und Wahid fort. Sie erfüllte aber eher die Rolle der Repräsentantin und Symbol der nationalen Einheit, als dass sie als Regierungschefin eine eindeutige politische Richtung vorgab. Das Militär behielt seinen Einfluss und Korruption blieb an der Tagesordnung, auch wenn ihr selbst keine Vergehen angelastet wurden.

## Präsidentschaftswahl 2004
Durch eine neuerliche Verfassungsänderung gab es 2004 die erste Direktwahl des Präsidenten. Die Arbeitslosigkeit und Armut in Indonesien war weiterhin hoch und der Glanz Megawatis war bei vielen Anhängern der Enttäuschung gewichen. Im ersten Wahlgang bekam sie die zweitmeisten Stimmen, bei der Stichwahl unterlag sie schließlich ihrem ehemaligen Sicherheitsberater Susilo Bambang Yudhoyono.

## Bedeutung des Namens
Megawati ist die Tochter des ersten indonesischen Präsidenten Sukarno. ‚-putri‘ ist ein Suffix im indonesischen für „Tochter von...“. Sukarnoputri ist daher kein eigentlicher Nachname, wie er auf Java ohnehin unüblich ist.
Megawati ist in Indonesien ein geläufiger Name, der aus dem Sanskrit stammt. ‚Mega‘ bedeutet Wolke, ‚-wati‘ ist ein Suffix, das einen weiblichen Namen kennzeichnet. Der Name heißt also etwa „Wolkenmädchen, Tochter von Sukarno“ und ist auf das bewölkte Wetter am Tag von Megawatis Geburt zurückzuführen.